# Ebenheit (Königstein)

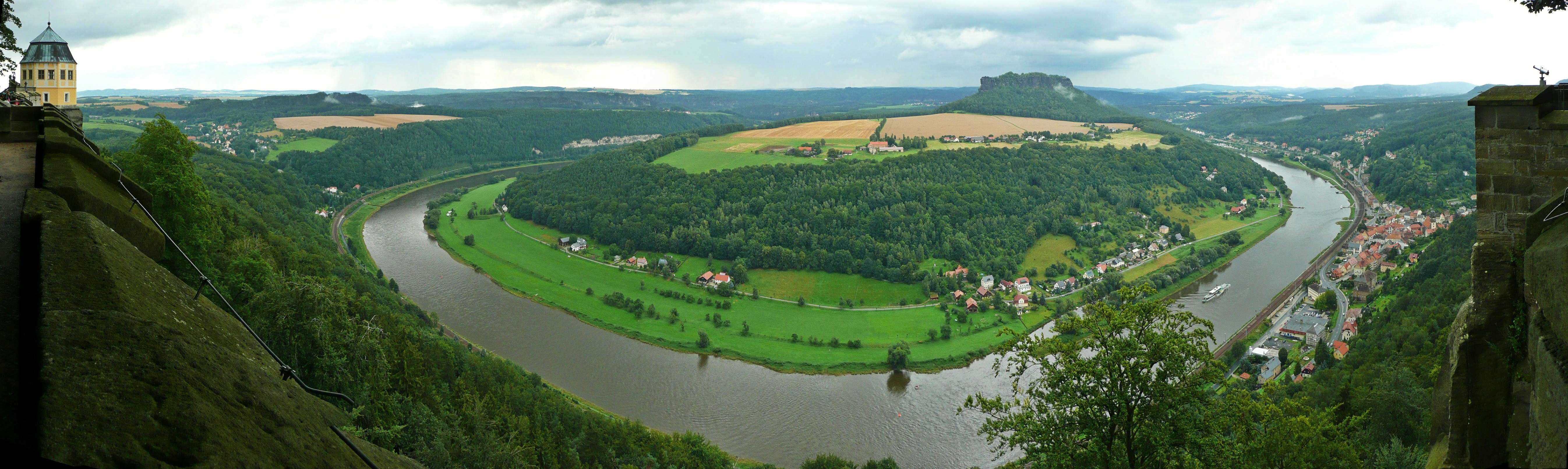
Blick von der Festung Königstein in Richtung Lilienstein, auf der Hochebene unterhalb des Liliensteins befinden sich die wenigen Häuser der Ebenheit, im Tal selbst liegt Halbestadt

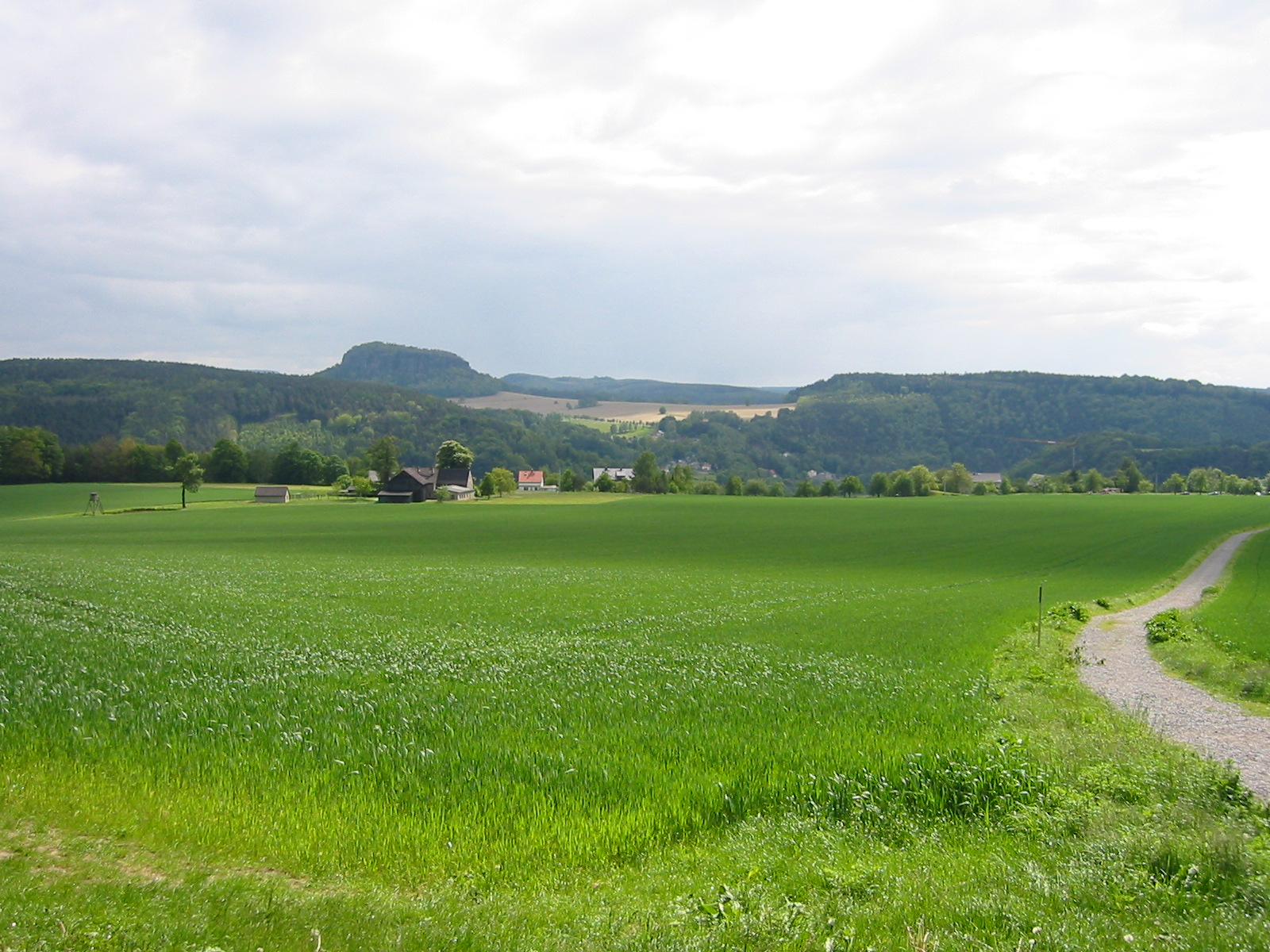
Blick auf die Ebenheit und übers Elbtal

Ebenheit ist ein Ortsteil der Stadt Königstein (Sächsische Schweiz). Er liegt rechts der Elbe am Südwestfuß des Liliensteins auf einer Höhe von 246 m ü. NN.

## Geschichte
Die Ebenheit liegt auf einer gleichnamigen geomorphologischen Flächeneinheit. Es handelt sich hierbei um ein kleines Plateau zwischen dem Elbtal und dem Tafelberg Lilienstein. Zu Füßen des Liliensteins entstand Ebenheit als einreihiges Waldhufendorf. Die Einwohner waren wohl ursprünglich Fronleute der Burg Lilienstein, darauf deutet die erste Erwähnung aus dem Jahr 1489 hin: „Die Ebent, die do leit under dem Lilienstein uff der ebent, das do gehort czu dem hause“. Die Bezeichnung hause bezieht sich auf die Burg Lilienstein.
Die Siedlung blieb von ihrer Größe her äußerst bescheiden. 1548 wohnten „uff der ebendt“ nur 3 besessene Mann, bis 1755 war die Zahl der ansässigen Grundbesitzer erst auf 11 gestiegen. Im Siebenjährigen Krieg kapitulierte die Sächsische Armee nach der Belagerung bei Pirna auf der Ebenheit vor den preußischen Truppen. Weitere Kriegshandlungen ereigneten sich 1813 während der Befreiungskriege. Damals legten französische Truppen Verteidigungsstellungen an, um den Elbübergang zwischen Lilienstein und Königstein zu sichern. Über diesen Übergang rückten Truppen aus der Lausitz in Richtung Osterzgebirgskamm vor, um den verbündeten Truppen nach der Schlacht von Dresden den Rückweg in Richtung Böhmen abzuschneiden. In diesem Zusammenhang wurde auch die von der Burg Stolpen über Ebenheit zur Elbe führende Straße ausgebaut. 1834 zählte Ebenheit 75 Einwohner in 12 Häusern.
Heute zählt der Königsteiner Ortsteil etwa 30 Einwohner. Die ältesten Gebäude sind zwei Wohn-Stall-Häuser, die mit den Jahreszahlen 1747 und 1824 markiert sind.

## Anbindung
Direkt verbunden ist der Ort nur mit dem Bad Schandauer Ortsteil Waltersdorf. Außerdem gibt es einen Fußweg hinunter nach Halbestadt, einem weiteren Ortsteil Königsteins. Von dort aus pendelt eine Personenfähre hinüber nach Königstein.

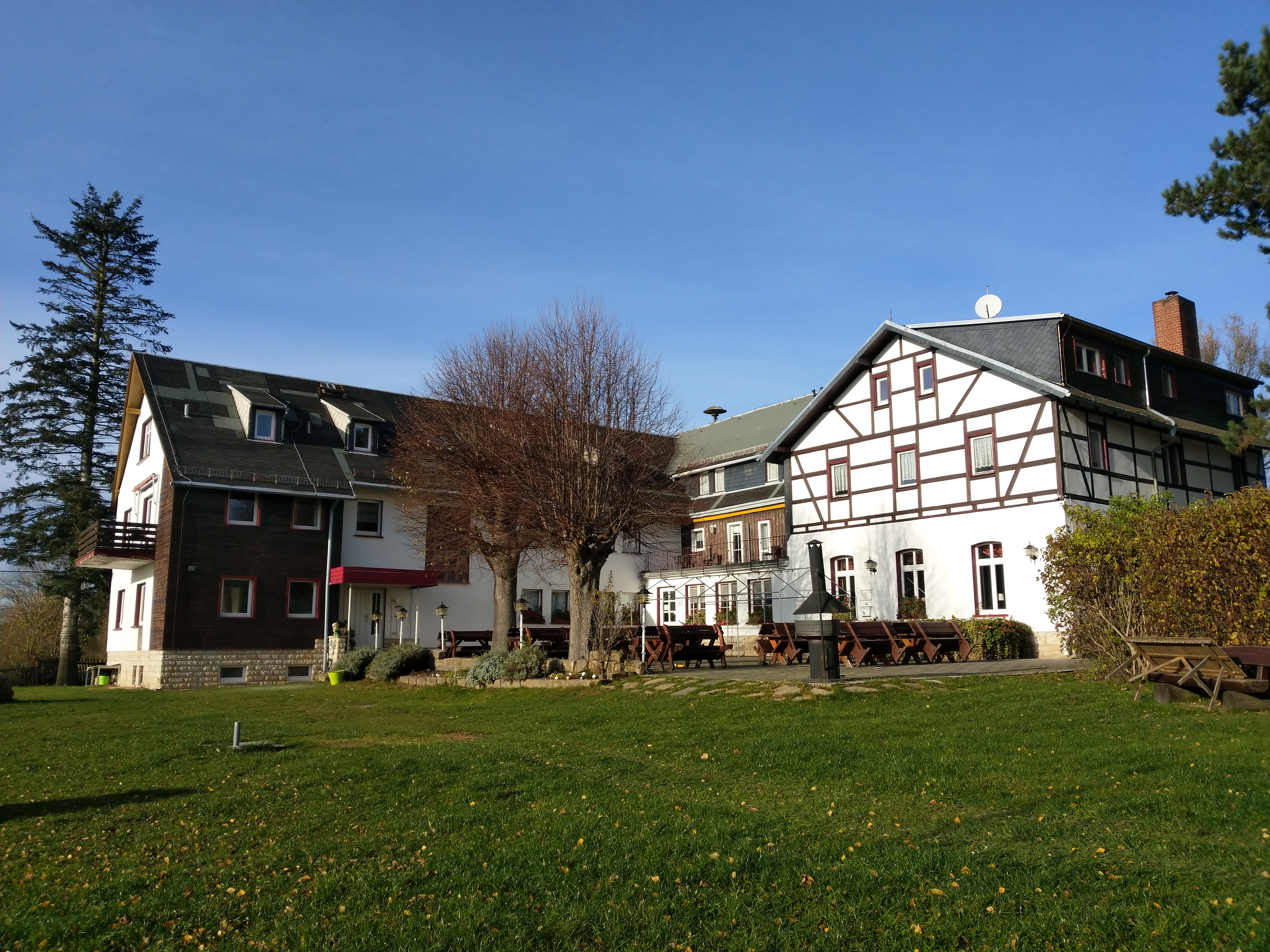
Hotelgebäude in Ebenheit (Gemeinde Königstein) am Lilienstein (Stand 2020)